# Folquet de Lunel
Folquet de Lunel, in italiano Folchetto di Lunel (Lunel, 1244 – 1300 circa), è stato un trovatore, la cui opera superstite è costituita da nove poesie liriche (cinque cansos, due partimens e due sirventes) e un componimento più voluminoso, il Romans de mondana vida.
La data di nascita di Folquet può essere conosciuta precisamente in quanto egli stesso ci dice nel suo Romans, scritto nel 1284, che lui aveva allora quaranta anni. 

## Vita e opere
La prima opera databile di Folquet è un partimen con Guiraut Riquier, datato tra il 1264 e il 1270, in cui presenta a Guiraut una domanda a trabochetto:
Guirautz, don'ab beutat granda
tota sol'aiatz
en un lieg, e selh que.l platz
jatz n'en autre, ses demanda
que l'us a l'autre no fai,
et amo.s de cor verai:
si.l cavaliers se lev'a lieys jazer
o ilh ab lui, cal li deu mais plazer?
Folquet, insieme ai suoi colleghi trovatori Dalfinet e Cerverí de Girona, si trovava in Spagna nel 1269 nell'entorurage dell'infante Pietro per accompagnarlo a Toledo, dove conosce Alfonso X di Castiglia. Il 26 aprile a Riello, nei pressi di Cuenca, strada facendo, Folquet viene incaricato di distribuire la paga : tre solidi per sé stesso, tre per Dalfinet e uno soltanto per Cerverí. 
Il suo incontro con Alfonso X ispira Folquet, già fedele ghibellino, a scrivere un sirventes a sostegno della rivendicazione di Alfonso per il Sacro Romano Impero. Al bon rey q'es reys de pretz car veniva di solito datato al 1269, ma è più verosimile sia stato scritto più tardi, tra il febbraio del 1271, quando papa Gregorio X arriva a Roma, e il settembre del 1273, quando Rodolfo I d'Asburgo viene eletto re di Germania, dato che il sirventes menziona un papa (la sede papale era vacante dal 1268) e non la rivendicazione dell'Impero da parte di Rodolfo. La data più probabile è agosto/settembre 1273. 
Il sirventes difende i tentativi di Alfonso di ricevere la sua corona, così come la libertà di Enrico di Castiglia (imprigionato dai guelfi) e dà sostegno alle ambizioni politiche degli aragonesi in Italia. Similmente al suo contemporaneo Cerverí de Girona e Paulet de Marselha, Folquet non faceva altro che elogiare Pietro, Giacomo suo padre e l'Aragonese. Il metro del sirventes è copiato dall'opera Bel m'es ab motz leugiers a far di Sordello. Cerverí nella sua Cobla en sis lengatges copia lo stesso metro, da Sordello o da Folquet. 
A un certo punto durante il conflitto in corso tra guelfi e ghibellini, Folquet viaggia in Lombardia, dove egli sente di prima mano della popolarità di Alfonso:
| Qu'entre.ls lombartz ausi contar que l'alaman e.l bromanso e.l roman, ses contrastar, volon a lui la lectio de l'Emperi; e Milan e Pavia, Cremona et Ast e ginoes an gran cor quel bon rey castellan recebran a gran honor, si ven en Lombardia. Traduzione: Quando tra i lombardi sento raccontare che i germani e i brabantini e i romani, senza disaccordo, vogliono la sua elezione all'Impero; e Milano e Pavia, Cremona e Asti e i genovesi hanno un gran desiderio di ricevere quel buon re castigliano con grande onore, se viene in Lombardia. |

Folquet ritorna a Lunel nel 1274. Qui entra in rapporti con Enrico II di Rodez, il quale è il dedicatario del suo Romans. Tre cansos religiose potrebbero essere state dedicate proprio a lui: Dompna bona, bel'e plazens, Si quon la fuelh'el ramel e Tant fin'amors totas horas m'afila. In effetti, un conte di Rodez appare nelle tornadas sia delle sue canzoni religiose che in due sue canzoni sull'amor cortese. Gli studiosi sono divisi sul fatto se il designato conte sia Ugo IV, indicando così le canzoni come un prodotto giovanile di Folquet, o Enrico II, facendo di esse un prodotto della sua maturità.